# گوستاف مولاندر
گوستاف مولاندر (سوئدی: Gustaf Molander؛ ۱۸ نوامبر ۱۸۸۸ – ۱۹ ژوئن ۱۹۷۳) کارگردان فیلم و هنرپیشه اهل سوئد بود.

## فیلم‌شناسی

### کارگردان
- زن دکتر (۱۹۲۸)
- صورت یک زن (۱۹۳۸)
- دلار (۱۹۳۸)
- تنوع نمک زندگی است (۱۹۳۹)
- کلمه (۱۹۴۳)
- اوا (۱۹۴۸)